# Ptychoglossus
Genre
Ptychoglossus est un genre de sauriens de la famille des Gymnophthalmidae.

## Répartition
Les quinze espèces de ce genre se rencontrent dans le nord de l'Amérique du Sud et dans le sud de l'Amérique centrale.

## Description
Ce sont des sauriens diurnes et ovipares. Ils sont assez petits avec des pattes petites voire atrophiées.

## Liste des espèces
Selon The Reptile Database (31 décembre 2015) :
- Ptychoglossus bicolor (Werner, 1916)
- Ptychoglossus bilineatus Boulenger, 1890
- Ptychoglossus brevifrontalis Boulenger, 1912
- Ptychoglossus danieli Harris, 1994
- Ptychoglossus eurylepis Harris & Rueda, 1985
- Ptychoglossus festae (Peracca, 1896)
- Ptychoglossus gorgonae Harris, 1994
- Ptychoglossus grandisquamatus Rueda, 1985
- Ptychoglossus kugleri Roux, 1927
- Ptychoglossus myersi Harris, 1994
- Ptychoglossus nicefori (Loveridge, 1929)
- Ptychoglossus plicatus (Taylor, 1949)
- Ptychoglossus romaleos Harris, 1994
- Ptychoglossus stenolepis (Boulenger, 1908)
- Ptychoglossus vallensis Harris, 1994

## Publication originale
- (en) Boulenger 1890 : First report on additions to the lizard collection in the British Museum (Natural History). Proceedings of the Zoological Society of London, vol. 1890, p. 77—86 (texte intégral).